# Cryptacanthodes aleutensis
Cryptacanthodes aleutensis és una espècie de peix de la família dels criptacantòdids i de l'ordre dels perciformes. És un peix marí, demersal (entre 46 i 350 m de fondària) i de clima temperat, el qual viu al Pacífic oriental des del sud-est del mar de Bering (incloent-hi el nord de l'illa d'Unalaska) fins a Eureka (Califòrnia), incloent-hi la Colúmbia Britànica (Canadà).
Fa 30 cm de llargària màxima. 60-69 espines i cap radi tou a l'aleta dorsal i 3 espines i 45-49 radis tous a l'anal. Aleta caudal arrodonida.
A Alaska és depredat per Gadus macrocephalus i el peix carboner d'Alaska (Theragra chalcogramma). És inofensiu per als humans i, pel que sembla, viu en part soterrat en fons fangosos.